# Lamin Samateh
Lamin Basmen Samateh (ur. 26 czerwca 1992 w Kiang Keneba) – gambijski piłkarz występujący na pozycji obrońcy. Zawodnik klubu NK Lokomotiva.

## Kariera klubowa
Samateh karierę rozpoczynał w 2009 roku w zespole Steve Biko FC. Grał tam przez 2 sezony. Na początku 2011 roku wyjechał do Chorwacji, by grać w tamtejszym zespole NK Lokomotiva z Prva HNL.

## Kariera reprezentacyjna
W 2007 roku wraz z kadrą U-17 Samateh wziął udział w Mistrzostwach Świata U-17. W pierwszej reprezentacji Gambii zadebiutował 3 września 2012 roku w przegranym 0:1 meczu eliminacji Pucharu Narodów Afryki 2012 z Namibią.